# Filosofie medievală
Filosofia medievală este filosofia epocii cunoscută astăzi ca medievală sau Evul Mediu, perioada ce durează aproximativ de la căderea Imperiului Roman de Apus în secolul 5 până la Renașterea din secolul 16. Filosofia medievală, înțeleasă ca proiect de investigație filosofică independentă, a apărut în Baghdad, la mijlocul secolului 8, și în Franța, la curtea lui Carol cel Mare, în ultimul sfert al secolului 8. Este în parte definită ca proces de redescoperire a culturii antice dezvoltată în Grecia și Roma în perioada clasică, și în parte de nevoia de a aplica problemele teologice și doctrina sacră în conexiune cu învățătura profană.
Istoria filosofiei medievale este tradițional divizată în două perioade principale: prima perioadă începe în Evul Mediu Timpuriu și se termină în secolul 12, când lucrările lui Aristotel și Platon erau păstrate și cultivate, și 'epoca de aur', a secolelor 12, 13 și 14, în occidentul latin, care a fost martora culmii recuperării filosofiei antice, alături de recepționarea comentatorilor arabi și progresele semnificative în domeniul filosofiei religiei, logicii și metafizicii. 
Deși de multe ori când se face referire la filosofia medievală, se vorbește doar de gândirea Occidentului acelui timp, Evul Mediu a dat și filosofia bizantină, apărută și dezvoltată în răsărit, în Bizanț.
Epoca medievală a fost tratată cu dispreț de umaniștii Renașterii, care au văzut în ea o perioadă 'de mijloc' barbară, între epoca clasică a culturii grecești și romane și renașterea culturii clasice. Istoricii moderni consideră că epoca medievală a fost una a unei dezvoltări filosofice puternic influențată de teologia creștină. Unul dintre cei mai notabili gânditori ai epocii, Toma de Aquino, niciodată nu s-a considerat pe el însuși filosof și a criticat filosofii.
Problemele discutate în cursul acestei perioade sunt relația dintre credință și rațiune, existența și simplitatea lui Dumnezeu, scopul teologiei și metafizicii, problema cunoașterii, cea a universalelor și cea a individuației.

## Caracterul filosofiei medievale
Filosofia medievală are caracter teologic. Cu excepții posibile precum Avicenna și Averroes, gânditorii medievali nu s-au considerat ei înșiși filosofi: pentru ei, filosofii erau scriitori antici pagâni precum Platon și Aristotel.  Oricum, teologia lor a folosit metode și tehnici logice ale filosofilor antici pentru a adresa întrebări teologice grele și a afirma puncte doctrinare. Toma de Aquino, urmându-l pe Petru Damiani, a susținut că filosofia este slujinca teologiei (ancilla theologiae).
Cele trei principii ce fundamentează toată lucrarea lor sunt folosirea logicii, dialectica și analiza în scopul descoperirii adevărului, cunoscute ca ratio, respect pentru perspicacitatea filosofilor antici, în particular pentru Aristotel, respect pentru autoritatea lor (auctoritas) și obligația de a coordona înțelegerea filosofiei cu învățătura și revelația (concordia) teologică.
Una dintre cele mai puternic dezbătute teme în acea perioadă, a fost credința versus rațiunea. Avicenna și Averroes s-au aplecat mai mult spre partea rațiunii. Augustin a afirmat că niciodată n-ar permite investigațiilor sale filosofice să treacă mai presus de autoritatea lui Dumnezeu. Anselm a încercat să lupte împotriva a ceea ce a văzut ca fiind în parte atac asupra credinței, cu o abordare ce permite și credința, și rațiunea. Soluția augustiniană la problema credință/rațiune este: (1) crede, iar apoi (2) caută să înțelegi.

## Istorie

### Filosofia medievală creștină timpurie

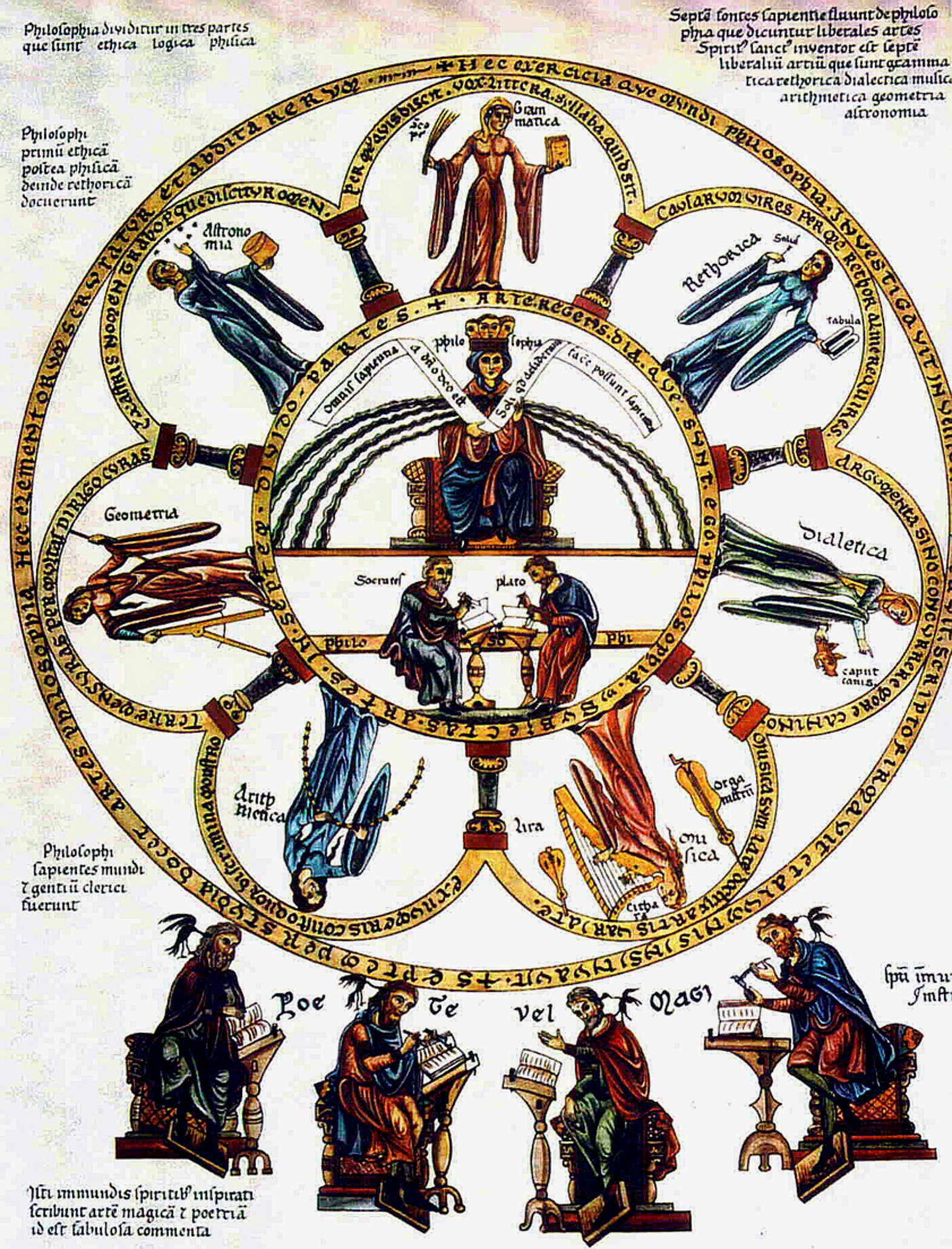
Filosofia situată între cele șapte arte liberale – Imagine de la Hortus deliciarum de Herrad von Landsberg (secolul 12)

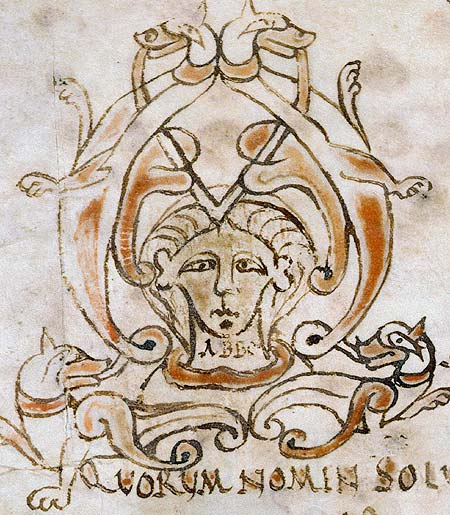
Abbo de Fleury

Hotarele perioadei medievale timpurii sunt o problemă controversată. Există un acord general că aceasta începe cu Augustin (354 – 430), care aparține strict perioadei clasice, și se termină cu redeșteptarea învățăturii, la sfârșitul secolului 11, la începutul perioadei medievale mijlocii.
După căderea imperiului roman, în Europa occidentală a început așa-numita epocă întunecată. Mănăstirile se numărau printre punctele de învățământ academic. Se poate presupune că acest fapt se datorează regulii Sf. Benedict din 525, care cerea călugărilor să citească zilnic Biblia și a îndemnat ca la începutul Postului Paștelui, fiecare călugăr să primească câte o carte. În perioadele mai târzii, monahii au fost folosiți pentru formarea administratorilor și a clerului.
Gândirea creștină timpurie, în special perioada patristică, tinde să fie intuitivă și mistică și se bazează mai puțin pe rațiune și pe argumentul logic. Ea, de asemenea, pune mai mult accent pe unele doctrine platonice cu nuanță mistică, și mai puțin pe gândirea sistematică a lui Aristotel. În această perioadă, o mare parte din lucrarea lui Aristotel a rămas necunoscută în Occident. Cărturarii s-au bazat pe traducerile lui Boethius a Categoriilor lui Aristotel, a lucrării logice Despre interpretare, precum și a Introducerii lui Porfirie, aceasta din urmă fiind un comentariu la Categoriile lui Aristotel.
Doi filosofi romani au avut o mare influență asupra dezvoltării filosofiei medievale: Augustin și Boethius. Augustin este în primul rând un teolog și un scriitor religios, dar o mare parte din lucrarea sa este filosofică. Temele sale sunt adevărul, Dumnezeu, sufletul uman, sensul istoriei, statul, păcatul și mântuirea. Unele dintre scrierile acestuia au avut o influență asupra dezvoltării filosofiei moderne timpurii, precum cea a lui Descartes. Anicius Manlius Severinus Boethius (480– c.525) a fost un filosof creștin născut la Roma, într-o familie influentă. El a devenit în 510 consul în regatul ostrogoților. Influența sa asupra perioadei medievale timpurii a fost de asemenea marcantă (atât de mult încât a fost numită uneori perioada boethiană). El a intenționat să traducă toate scrierile lui Aristotel și Platon din greacă în latină, și a tradus multe din lucrările logice a lui Aristotel, printre care Despre interpretare și Categoriile. A scris comentarii la aceste lucrări și la Introducere de Porfirie (care este un cometariu la Categorii). Traducerea acesteia din urmă a introdus problema universalelor în lumea medievală.
Prima reînnoire semnificativă a studiului în Occident a avut loc când Carol cel Mare, sfătuit de Petru de Pisa și Alcuin de York, a atras cărturari din Anglia și Irlanda și, prin decretul imperial din 787, a înființat școli în toate abațiile din imperiu. Aceste școli, de la care vine denumirea de scolastică, au devenit centre ale studiului medieval.
Ioan Scotus Eriugena (c. 815 - 877), successor al lui Alcuin de York ca cap al școlii palatului, a fost un teolog irlandez și filosof neoplatonic. Este remarcat pentru traducerea și comentariile la lucrarea lui Pseudo-Dionisie, despre care înainte s-a crezut că a trăit în epoca apostolică. În jurul acestei perioade s-au ivit niște controverse doctrinare, precum întrebarea dacă Dumnezeu i-a predestinat pe unii pentru mântuire, iar pe alții pentru condamnare. Eriugena a fost chemat să rezolve această dispută. În același timp, Paschasius Radbertus a ridicat întrebarea dacă Hristos este cu adevărat prezent la euharistie. Este hostia același lucru cu corpul istoric al Hristos?  Cum poate fi el prezent în multe locuri și în multe perioade de timp?  Radbertus a argumentat că corpul real al lui Hristos este prezent, tăinuit sub forma pâinii și vinului și este prezent în toate locurile și în toate timpurile, prin puterea neînțeleasă a lui Dumnezeu.
De asemenea, această perioadă a fost martora unei renașteri a erudiției Theodulph, episcop de Orléans, a înființat la Mănăstirea Fleury o școală pentru tinerii nobili recomandați de Carol cel Mare. La mijlocul secolului al IX-lea biblioteca școlii era una din cele mai cuprinzătoare din Occident, iar cărturari precum Lupus de Ferrières (d. 862) au călătorit acolo pentru a consulta textele acesteia. Mai târziu, sub  Abbo de Fleury (abate în 988-1004), cap al școlii mănăstirești revigorate de renașterea carolingiană, Fleury s-a bucurat de o a doua epocă de aur.
La începutul secolului 10, Remigiu de Auxerre, a scris glose sau comentarii la textele clasice ale lui Donatus, Priscian, Boethius și Martianus Capella. Perioada carolingiană a fost urmată de o mică perioadă întunecată care a fost urmată de o renaștere a studiului în secolul 11, ce a datorat mult redescoperirii gândirii grecești prin traducerile arabe și contribuțiile musulmane precum Despre suflet de Avicenna.

### Evul Mediu Mijlociu
Perioada dintre începutul secolului 11 și mijlocul secolului 14 este cunoscută ca 'medievală mijlocie' sau perioada 'scolastică'. În general, există un acord că aceasta a început cu Sfântul Anselm de Canterbury (1033–1109), filosof italian, teolog și oficial bisericesc, care este cunoscut ca autorul argumentului ontologic în favoarea existenței lui Dumnezeu.

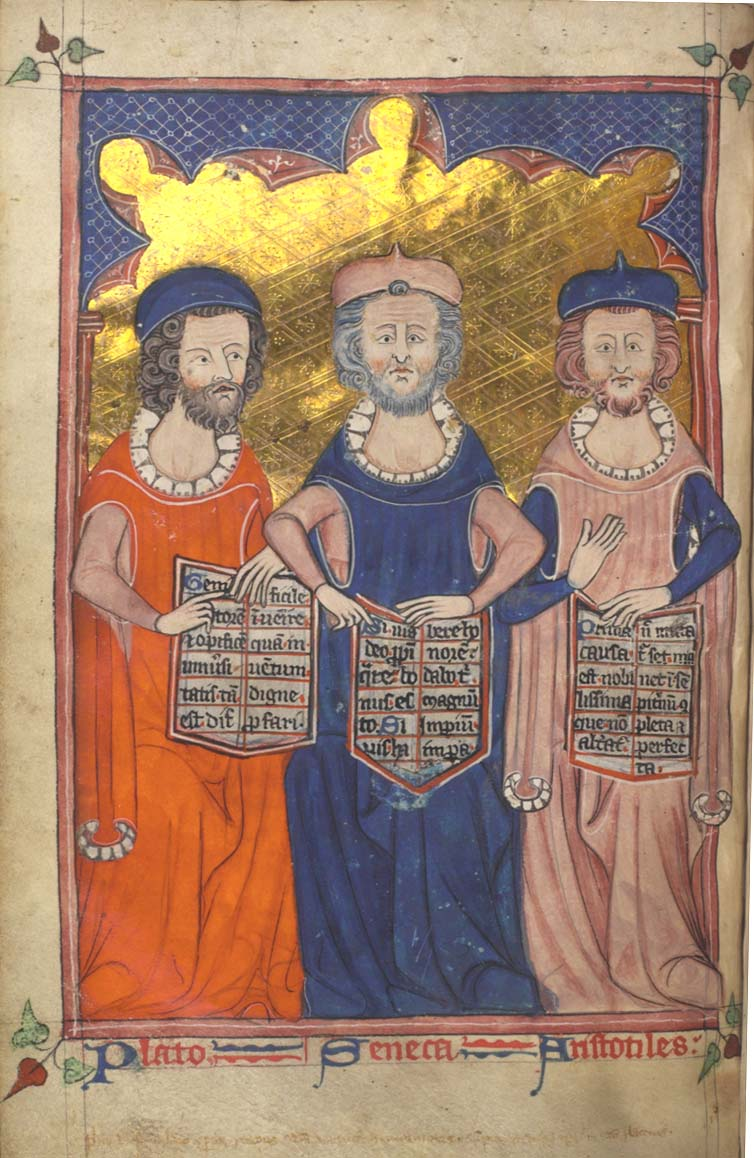
Platon, Seneca, şi Aristotel în Scrieri filosofice şi religioase, c. 1330

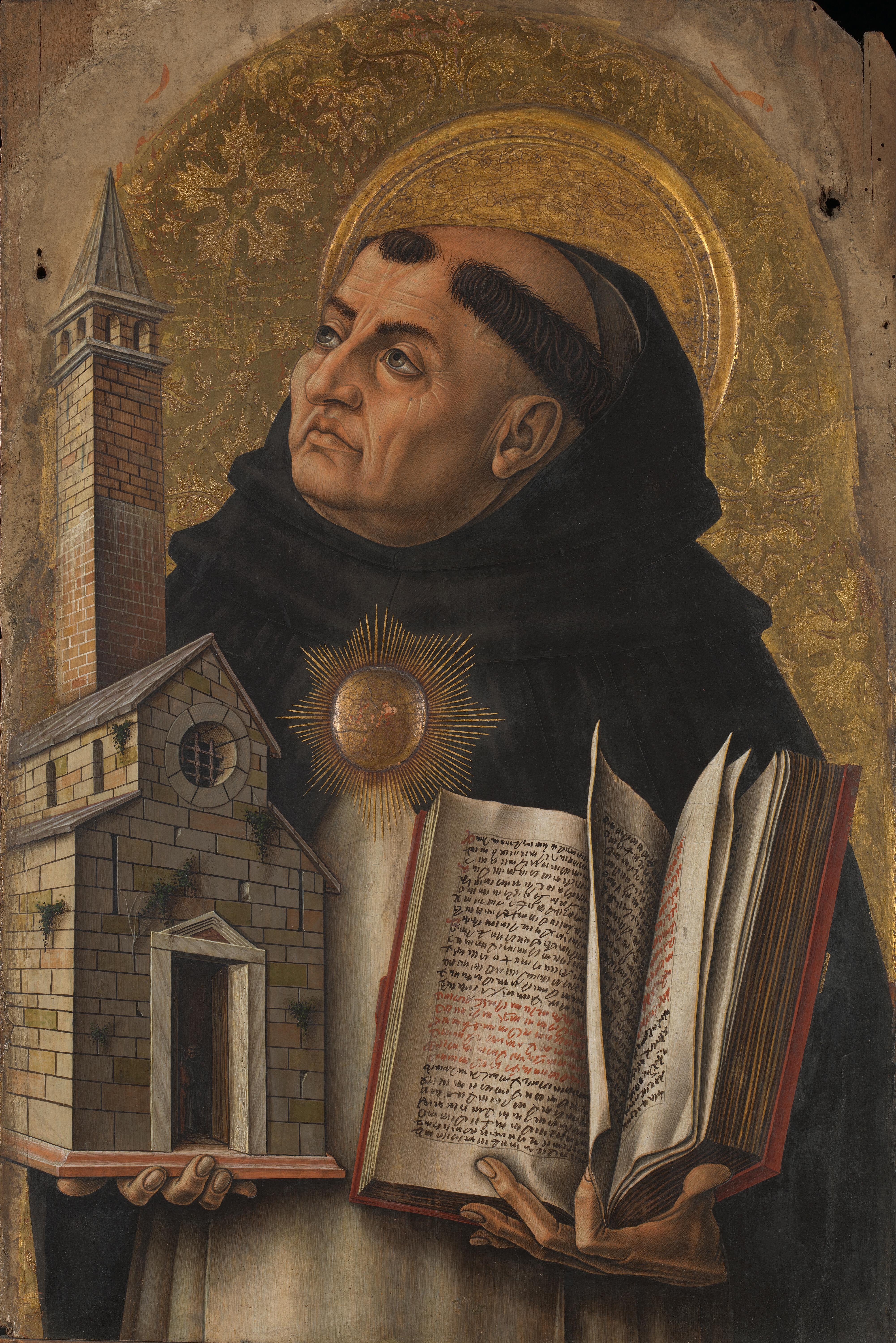
Toma de Aquino

Secolul 13 și începutul secolului 14 sunt în general văzute ca perioada de apogeu a scolasticii. Începutul secolului 13 a fost martorul culmii recuperării filosofiei grecești. În Italia și Sicilia și, în cele din urmă, în restul Europei, s-au răspândit școli de traducere. Cărturari precum Adelard de Bath au călătorit în Sicilia și lumea arabă, traducând lucrări de astronomie și matematică, inclusiv prima traducere completă a Elementelor lui Euclid. Puternicii regi normanzi au adunat cărturari din Italia și alte teritorii în curțile lor ca semn al prestigiului lor. Traducerile lui William de Moerbeke și edițiile acestuia de texte filosofice grecești de la mijlocul secolului 13, au ajutat la formarea unei imagini mai clare a filosofiei grecești, și în particular a lui Aristotel, mai bine decât versiunile arabe pe care occidentalii s-au bazat în prealabil, care au denaturat sau ascuns relația dintre sistemele filosofice platonic și aristotelic. Lucrarea lui William de Moerbeke a stat la baza comentariilor de mare importanță care au urmat.
Universitățile dezvoltate în marile orașe ale Europei în această perioadă și ordinele clericale rivale din cadrul Bisericii au început să lupte pentru controlul politic și intelectual asupra centrelor de educație. Două ordine principale ce au fost fondate în această perioadă au fost Franciscanii și Dominicanii. Ordinul franciscan a fost fondat de Francisc de Assisi în 1209. La mijlocul secolului, liderul lor era Bonaventura, un tradiționalist care a apărat teologia lui Augustin și filosofia lui Platon. A preluat doar puțin din filosofia lui Aristotel împreună cu mai multe elemente neoplatonice. Urmându-l pe Anselm, Bonaventura credea că rațiunea poate descoperi adevărul doar când filosofia este luminată de credința religioasă. Alți scriitori franciscani importanți au fost Duns Scotus, Peter Auriol și William Ockham.
În contrast, ordinul dominican, fondat de Sf. Dominic în 1215, a pus mai mult accent pe folosirea rațiunii și a folosit pe larg noile surse aristotelice venite din est și din Spania maură. Marii reprezentanți ai gândirii dominicane din acea perioadă au fost Albertus Magnus și (în special) Toma de Aquino, care a făcut o sinteză abilă între raționalismul grec și doctrina creștină, ce a ajuns să definească, în cele din urmă, filosofia catolică. Aquino a pus mai mult accent pe rațiune și argumentare și a fost unul dintre primii care au folosit noua traducere a lucrării epistemologice și metafizice a lui Aristotel. Aceasta a fost o detașare semnificativă de gândirea neoplatonică și augustiniană care a dominat în mare măsură scolastica timpurie. Aquino a arătat cum este posibil să preiei mult din filosofia lui Aristotel fără să cazi în „erorile” comentatorului Averroes.
La începutul secolului 20, istoricul și filosoful Martin Grabmann a fost primul cărturar care scris lucrări despre elementele dezvoltării neîntrerupte a scolasticii și a văzut în Toma de Awuino un răspuns și o dezvoltare a gândirii, mai curând decât un tot organic și unic. Deși lucrările în germană ale lui Grabmann sunt numeroase, doar Toma de Aquino (1928) este disponibil în engleză. Oricum, gândirea lui Grabmann a fost utilă pentru toată înțelegerea modernă a scolasticii și a rolului esențial a lui Aquino.

## Teme în filosofia medievală
Toate ramurile principale ale filosofiei de azi au fost parte a filosofiei medievale. De asemenea, filosofia medievală era răspândită pe cele mai multe teritorii unde au locuit filosofii păgâni ai Antichității, în special Aristotel. În orice caz, disciplina numită acum filosofia religiei a avut, se pare, o dezvoltare unică în epoca medievală și multe dintre chestiunile care definesc subiectul filosofiei religiei au primit configurație în Evul Mediu, în formele pe care le recunoaștem azi.

### Teologie
Filosofia medievală are caracter teologic. Printre subiectele discutate în această perioadă sunt:
- Problema compatibilității atributelor divine: Cum atribute precum puterea nelimitată, cunoașterea tuturor lucrurilor, bunătatea infinită, existența în afara timpului, imaterialitatea și așa mai departe, sunt tradițional puse pe seama Ființei Supreme. Din punct de vedere logic, se potrivesc ele unele cu altele?
- Problema răului: Filosofii clasici  au făcut speculații cu privire la natura răului, dar subiectul despre cum de un Dumnezeu atotputernic, atotcunoscător și iubitor, ar putea crea un sistem de lucruri în care există răul, a apărut pentru prima dată în perioada medievală.
- Problema voinței libere: O problemă asemănătoare este a explica cum 'preștiința divină' - cunoașterea lui Dumnezeu despre ce se va întâmpla în viitor - este compatibilă cu credința noastră în propria voință liberă.

### Metafizică

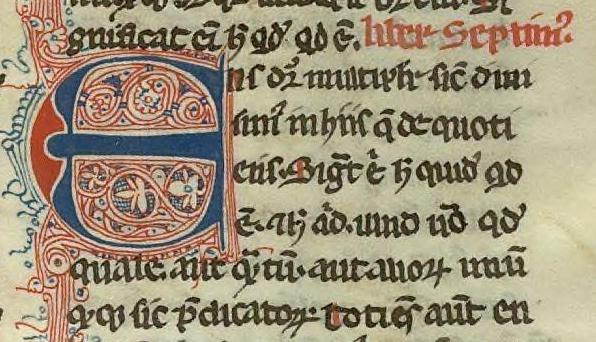
Cartea 7 a Metafizicii: Ens dicitur multipliciter

După 'redescoperirea' Metafizicii lui Aristotel la mijlocul secolului 12, mulți scolastici au scris comentarii despre această lucrare  (în special de Aquino și Scotus). Problema universalelor a fost una dintre principalele probleme care au captivat acea perioadă. Alte subiect sunt:
- Hilomorfismul - dezvoltarea doctrinei artistotelice potrivit căreia lucrurile individuale sunt compuse din material și formă (statuia este compusă din granit și forma sculptată)
- Existența - ființa ca ființă
- Cauzalitatea -  Discuția despre cauzalitate constă mai mult din comentarii la Aristotel, în special Fizica, Despre ceruri, Despre generare și corupere. Abordarea acestui subiect a fost în mod unic medievală, investigarea rațională a universului fiind văzută ca o cale de apropiere de Dumnezeu. Dovada lui Duns Scotus despre existența lui Dumnezeu se bazează pe noțiunea de cauzalitate.
- Individuația. Problema individuației este să explice cum individualizăm sau distigem membrii oricărui fel de grup. Problema s-a ivit când s-a solicitat să se explice cum îngerii individuali de aceeași specie diferă unul de altul. Îngerii sunt imateriali, iar diferența lor numerică nu poate fi explicată prin vreo substanță diferită din care ar fi făcuți. Cele mai multe contribuții la această discuție le-au avut de Aquino și Scotus.

### Filosofie naturală
În filosofia naturală și filosofia științei, filosofie medievali au fost infuențați în special de Aristotel. În orice caz, începând cu secolul 14, folosirea din ce în ce mai mult a raționării matematice în filosofia naturală a pregătit calea dezvoltării științei în perioada modernă timpurie. Cele mai multe tehnici de raționament matematic ale lui William Heytesbury și William Ockham sunt grăitori pentru această tendință. Alți contribuitori la filosofia naturală au fost Albert de Saxonia, John Buridan și Nicholas de Autrecourt. Teza continuității este ipoteză potrivit căreia nu a existat o discontinuitate radicală între dezvoltarea intelectuală din Evului Mediu și progresele din Renaștere și perioada modernă timpurie.

### Logică
Marele istoric al logicii, I. M. Bochenski, a văzut în Evul Mediu una dintre cele trei mari perioade ale istoriei logicii. Din timpul lui Abelard până la mijlocul secolului 14, scriitorii scolastici au dezvoltat logica aristotelică la un nivel remarcabil. În perioada mai timpurie, scriitori precum Pierre Abelard au scris comentarii la lucrări de logică veche (operele lui Aristotel: Categoriile, Despre interpretare; Introducere de Porfirie). Mai târziu, au apărut noi departamente de cercetare logică și au fost dezvoltate noi noțiuni logice și semantice. Alți mari contribuitori la logica medivală sunt Albert de Saxonia, Jean Buridan, John Wycliff, Paul de Veneția, Petru al Spaniei, Richard Kilvington, Walter Burley, William Heytesbury și William Ockham.

### Filosofia minții
Filosofia medievală a minții are la bază lucrarea lui Aristotel, Despre suflet, o altă operă descoperită în Occidentul latin, în secolul 12. A fost văzută ca ramură a filosofiei naturii. Unele dintre temele discutate în cadrul filosofiei minții sunt: 
- Iluminarea divină - Doctrina iluminării divine a fost o alternativă la naturalism. Ea susține că oamenii au nevoie de ajutor special de la Dumnezeu în gândirea lor obișnuită. Doctrina a fost mai strâns asociată cu Augustin și urmașii săi scolastici. Ea a reapărut într-o formă diferită în epoca modernă timpurie.
- teoriile demonstrației
- reprezentarea mentală - Ideea că stările metale au caracter intențional, adică deși sunt o stare a minții, sunt capabile să reprezinte lucruri în afara minții este intrinsecă filosofiei moderne a minții. Ea își are orignile în filosofia medievală.

Scriitori pe acest subiect sunt Sfântul Augustin, Duns Scotus, Nicholas de Autrecourt, Toma de Aquino și William Ockham.

### Etică
Printre scriitorii pe acest subiect se numără Anselm, Augustin, Pierre Abelard, Scotus, Petru al Spaniei, de Aquino și Ockham. Despre teoria politică au scris personalități ca Dante, John Wycliff sau Ockham.